# Giovanni Francesco Lazzarelli
Giovanni Francesco Lazzarelli (Gubbio, 5 aprile 1621 – Mirandola, 4 aprile 1693) è stato un abate, giurista e poeta italiano, autore della Cicceide, una raccolta di versi, in gran parte sonetti, di carattere lascivo che venne più volte pubblicata anonima tra XVII e XVIII secolo.

## Biografia
Nato da Alessandro Lazzarelli e da Gentile Crivelli, studiò a Gubbio nel seminario dei gesuiti fino al 1636 quando, morto il padre, passò nel collegio della Sapienza Vecchia a Perugia, dove si laurerà nel 1640 in utroque iure. Preso sotto la protezione del cardinale e vescovo di Gubbio Ulderico Carpegna, si trasferì a Roma divenendo uditore del cardinale e ottenendo benefici e il canonicato della cattedrale di Gubbio.
Verso il 1648 ottenne la dispensa per sposare a Gubbio Francesca Maria Timotelli, dalla quale ebbe cinque figli. Il cardinale Vincenzo Costaguti lo nominò podestà di Urbino e, nel 1649, segretario di giustizia a Pesaro. Nel 1654 fu uditore (giudice) della rota perugina, nel 1655 luogotenente generale criminale dell'Umbria e dal 1658 luogotenente generale civile del Piceno, stabilendosi a Macerata, dove dal 1661 divenne uditore della rota locale. A Macerata ebbe come collega Bonaventura Arrighini (1624-1685), originario di Lucca, che divenne bersaglio dei suoi versi. Il primo sonetto, non destinato, come i successivi, alla pubblicazione, fu scritto nel 1663 e fu giustificato dall'aspetto «ridicolo» dell'uomo.
Alla fine del 1667 il Lazzarelli rimase vedovo. Nel 1668 fu trasferito nella magistratura di Bologna, divenendo podestà della città il 1º luglio 1669. Dal 1671 divenne uditore generale del Ducato di Mirandola sotto Alessandro II Pico, del quale divenne procuratore, e dal 1674, esercitò la magistratura a Ferrara. Ritornato a Mirandola nel 1681, divenne consigliere e segretario del duca, che nel 1682 lo fece prevosto della collegiata della Mirandola, mentre papa Innocenzo XI lo nominò protonotario apostolico. Essendo vedovo, poté celebrare messa.
Nel 1688 Lazzarelli seppe che i suoi versi, che già circolavano manoscritti e raccolti sotto il titolo di Cicceide - «don Ciccio» era il nome che egli aveva dato all'Arrighini - erano stati stampati per iniziativa di Francesco Coli, un prete di Lucca residente a Venezia, e dell'editore Poletti. Data la natura scabrosa di quei componimenti, Lazzarelli cercò di impedirne la circolazione, ma inutilmente. Poté soltanto sollecitarne dal Sant'Uffizio la messa all'Indice, cosa che avvenne il 29 maggio 1690.
Dopo essere stato eletto, il 18 settembre 1691, membro dell'Arcadia col nome di Altemone Sepiate, Lazzarelli volle revisionare e ristampare la Cicceide che, col titolo di La Cicceide legitima, uscì nel 1692 con l'indicazione fittizia del luogo di stampa e dell'editore in Parigi, presso Claudio Riud, in realtà stampata a Venezia dall'editore Hertz. Comprendente 397 componimenti, era divisa in due parti, Le Testicolate e Le Sghignazzate. Seguirono nello stesso anno una successiva edizione accresciuta a cura del Lazzarelli, ma anche nuove contraffazioni, tra le quali quella realizzata ancora da Coli e Poletti con 163 nuovi sonetti. Queste nuove edizioni non furono messe all'Indice.
Nota anche per i favorevoli giudizi espressi, tra gli altri, da Francesco Redi, dal Goethe e da Pierre Bayle, la Cicceide rappresenta uno degli emblemi della poesia lirico-satirica seicentesca di stampo burlesco ed erotico. Lazzarelli fu autore anche di componimenti religiosi, come il dramma La Passione per Nostro Signore, e mitologici, come il poemetto Narciso.

## Edizioni dellaCicceide
- La Cicceide, Cosmopoli [ma Venezia], s. e. [ma Poletti], [1688]
- La Cicceide legittima. In questa seconda impressione ordinatamente disposta, notabilmente accresciuta e fedelmente riscontrata con gli originali dell'Autore, In Parigi [ma Venezia], Appresso Claudio Riud [ma Hertz], 1692
- La Cicceide Legittima in questa terza impressione ordinatamente disposta. Ed accresciuta d'alquanti Sonetti, che nelle due antecedenti Edizioni erano stati omessi, [Venezia], [Hertz], [ca 1705]
- La Cicceide legittima. Nuova edizione accresciuta d'alquanti Sonetti, All'Haja [ma Italia], [s. e.], 1766
- La Cicceide Legitima, in questa terza impressione ordinatamente disposta, ed accresciuta d'alquanti Sonetti, che nelle due antecedenti Edizioni erano stati omessi, Amsterdam [ma Italia], [s. e.], 1771
- La Cicceide Legitima, edizione accresciuta, Amsterdam, [s. e.], 1780
- La Cicceide Legittima. Edizione quinta ordinatamente disposta ed accresciuta con diverse notizie appartenente all'opera, ed all'autore, Londra [ma Venezia], s. e., 1772
- La Cicceide, Roma, Sommaruga & C, 1885
- La Cicceide, Piacenza, L'Arte Bodoniana, 1915
- De la Cicceide legittima, Firenze, Sansoni antiquariato, 1957
- La Cicceide legittima, introduzione di U. Casari, a cura di A. Calciolari, Firenze, Leo S. Olschki, 2007